# روبن ورپریان
روبن وُرپِریان (ارمنی: Ռուբեն Որբերյան؛ زادهٔ ۱۸۷۳ - درگذشته ۱۹۳۱) شاعران اهل ارمنستان غربی بود.

## زندگی
روبن ورپریان به سال ۱۸۷۴ در شهر مالاتا از توابع ایالت خارابرت، ارمنستان غربی متولد شد. در سال ۱۸۹۳ دوره کالج "فرات" این ایالت را به پایان برد و در شهرهای "باندرما", "استانبول" و "ازمیر" به کار آموزگاری پرداخت. از سال ۱۹۰۱ به کار تجارت روی آورد و سال‌های ۱۹۲۰–۱۹۰۴ را در شهر جیبوتی کشور سومالی گذراند و از آن پس به فرانسه مهاجرت کرد و در سال ۱۹۳۱ در شهر پاریس درگذشت.
مجموعه شعرهای «گل‌های یادگاری» (استانبول ۱۸۹۳)، «تلاطم‌ها» (قاهره ۱۹۰۶)، «واحه» (پاریس ۱۹۲۰) از روبن ورپریان منشتر شده‌است.